# Parcul Expoziției din Iași

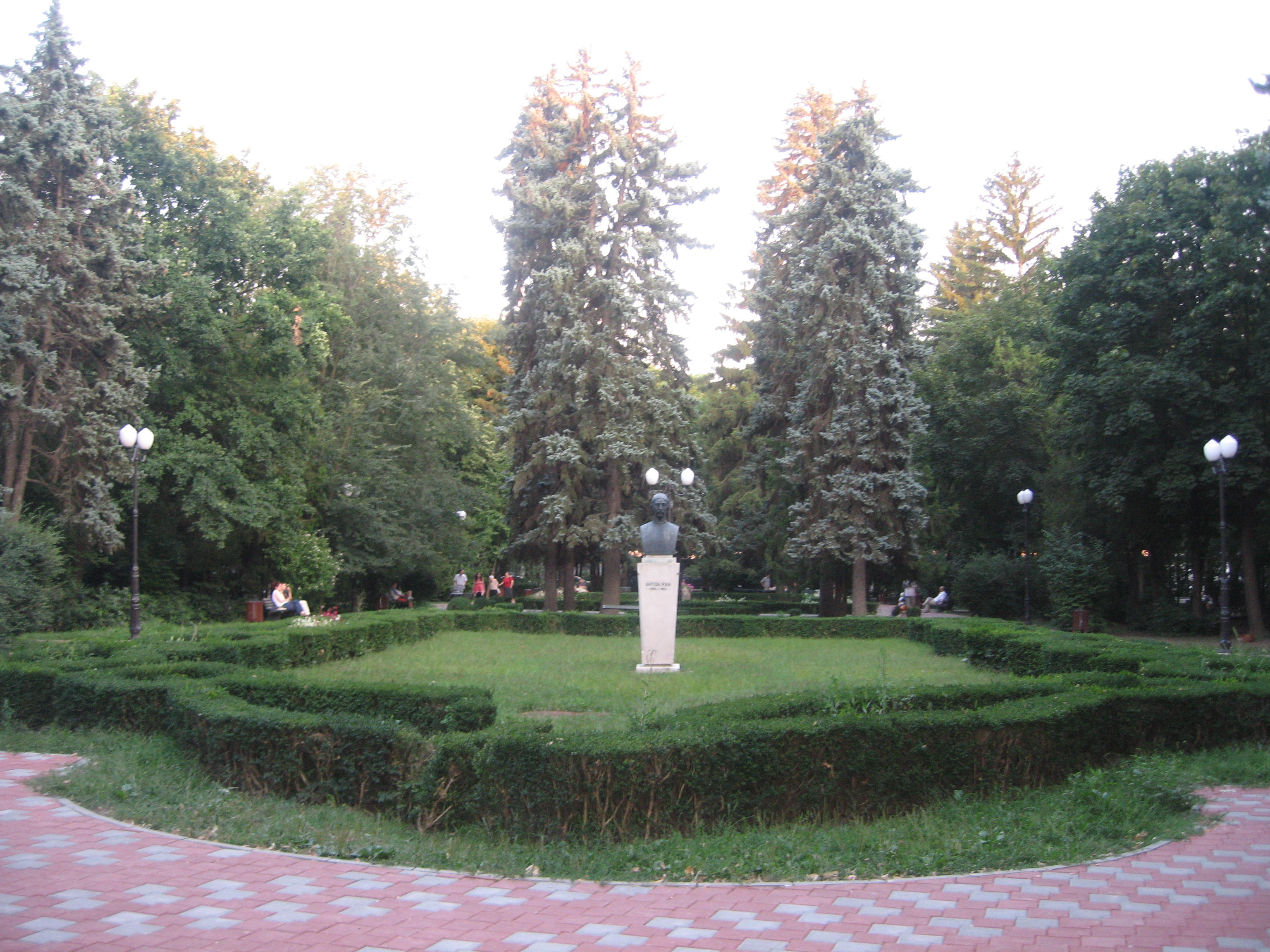
Rondou de flori din Parcul Expoziţiei, având în centru bustul lui Anton Pann.

Parcul Expoziției este un parc din municipiul Iași, având o suprafață de 5,4 ha. El se află în cartierul Copou, în apropiere de intrarea dinspre Copou în Grădina Botanică din Iași. 

## Istoric

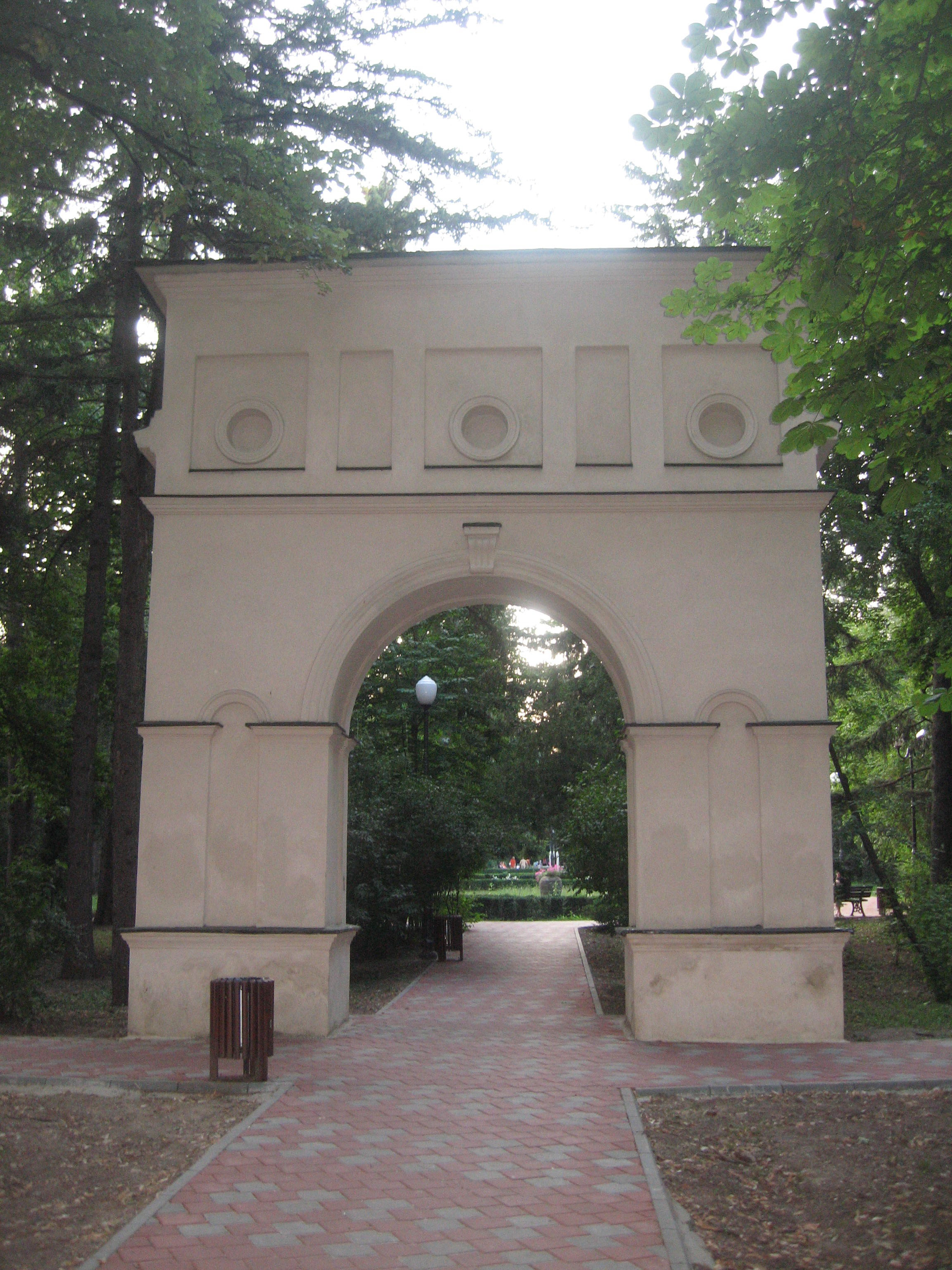
Arcul Academiei Mihăilene privit din stradă

Parcul Expoziției a fost amenajat în anul 1923, după Unirea Basarabiei și Bucovinei cu România când, pentru a se cunoaște potențialul acestor provincii și a se stabili strânse legături economice între ele, s-a luat hotărârea să se deschidă la Iași o „Expoziție agricolă viticolă și de industrie casnică a Moldovei întregite“, la care au fost invitați producători din toate ținuturile.
Ca urmare a faptului că lipsea din oraș un spațiu potrivit pentru a găzdui o expoziție, Comisia Interimară a Iașilor, condusă de primarul Constantin Toma a hotărât folosirea maidanului de la capătul aleilor Ghica Vodă, organizându-se cu această ocazie un comitet de organizare (Comisariat General), condus de acad. prof. dr. Petru Poni și compus din personalități din Iași, București, Cernăuți și Chișinău. 
Planul de sistematizare al zonei și de amenajare a terenului necesar pavilioanelor a fost întocmit de către arhitectul Nicolae Ghica-Budești. Au fost stabilite două intrări principale, una prin fața rondoului al II-lea (unde s-a aflat în perioada comunistă Monumentul ostașului sovietic) și alta, prin lateral, de pe aleea Ștefan cel Mare (astăzi Toma Dumitrescu), în apropiere de intrarea la tribuna principală a Stadionului Emil Alexandrescu. De asemenea, s-a amenajat și un acces prin spate, de pe Strada Dumbrava Roșie, vizavi de intrarea prin Copou în Grădina Botanică din Iași.
În parc au fost amenajate alei și straturi pentru flori, lucrările horticole fiind executate de agronomul Cezar Popescu. De asemenea, pentru orientarea participanților la expoziție s-a editat un volum intitulat „Călăuza Orașului Iași“ cu 40 ilustrații, 3 planuri și vreo 100 de pagini, care cuprindea istoricul așezării și al monumentelor, adresele instituțiilor culturale și administrative, unitățile comerciale și alte date utile. 
Parcul Expoziției a fost inaugurat la 27 septembrie 1923 de primarul Constantin Toma, în prezența ministrului agriculturii și domeniilor, Alecu Constantinescu, a ministrului muncii și ocrotirilor sociale, George Mârzescu, a ministrului pentru Basarabia, Ion Inculeț, a generalului francez Henri Mathias Berthelot și a numeroși invitați. S-a oficiat un serviciu religios de către mitropolitul Pimen Georgescu al Moldovei. Expoziția a fost vizitată la 5 octombrie 1923 de regele Ferdinand I al României.
În vara anului 1935, după trecerea crizei economice, primarul Osvald Racoviță a inițiat organizarea unei expoziții industrial-agricole, o dată cu hramul Cuvioasei Parascheva, locul de desfășurare fiind ales Parcul Expoziției. Pentru aceasta, au fost reînnoite plantațiile și s-au construit standuri de expunere. Deschiderea expoziției a avut loc la 29 septembrie 1935, după săvârșirea unei slujbe religioase, la ea participând primarul Osvald Racoviță, ministrul Victor Iamandi, reprezentant al guvernului, precum și foști miniștri, parlamentari și înalți dregători din Iași.
Ca urmare a succesului obținut, s-a organizat o nouă expoziție în perioada 17 mai - 15 iunie 1936, cu acest prilej parcul fiind amenajat cu plantații și pavilioane noi. Primăria a apelat la arhitectul Gh. Grumăzescu pentru a construi acolo replici după Hanul Ancuței (Casa Vânătorului de astăzi) și Bolta Rece (crama Chirițoaia), pentru petrecerea mai frumoasă a timpului, precum și Arcul vechii Academii Mihăilene, așa cum era la înființarea ei.

## Prezent
Parcul se prezintă astăzi cu plantații, alei și rondouri multicolore de flori, o fântână arteziană, având 4 busturi ale următoarele personalități: Calistrat Hogaș, Anton Pann, Constantin Petrescu și Alexandru Popovici (ultimele două aflându-se înspre intrarea în Grădina Botanică). Din punct de vedere al vegetației, în parc se află numeroase specii exotice ori indigene.
Parcul conține replici ale Arcului Academiei Mihăilene, ale Bolții Reci (cu unele modernizări la uși) și ale Hanului Ancuței (cuprinsă în spațiul restaurantului Casa Vânătorului).
În parc, la 1 iunie 2009, Primăria municipiului Iași a amenajat în colaborare cu Iulius Group un parc de joacă pentru copii, denumit Lumea copiilor și un parc pentru amatorii de plimbări cu rolele, skateboardul și bicicleta .

## Incidentul marcărilor silvice (primăvara anului 2014)

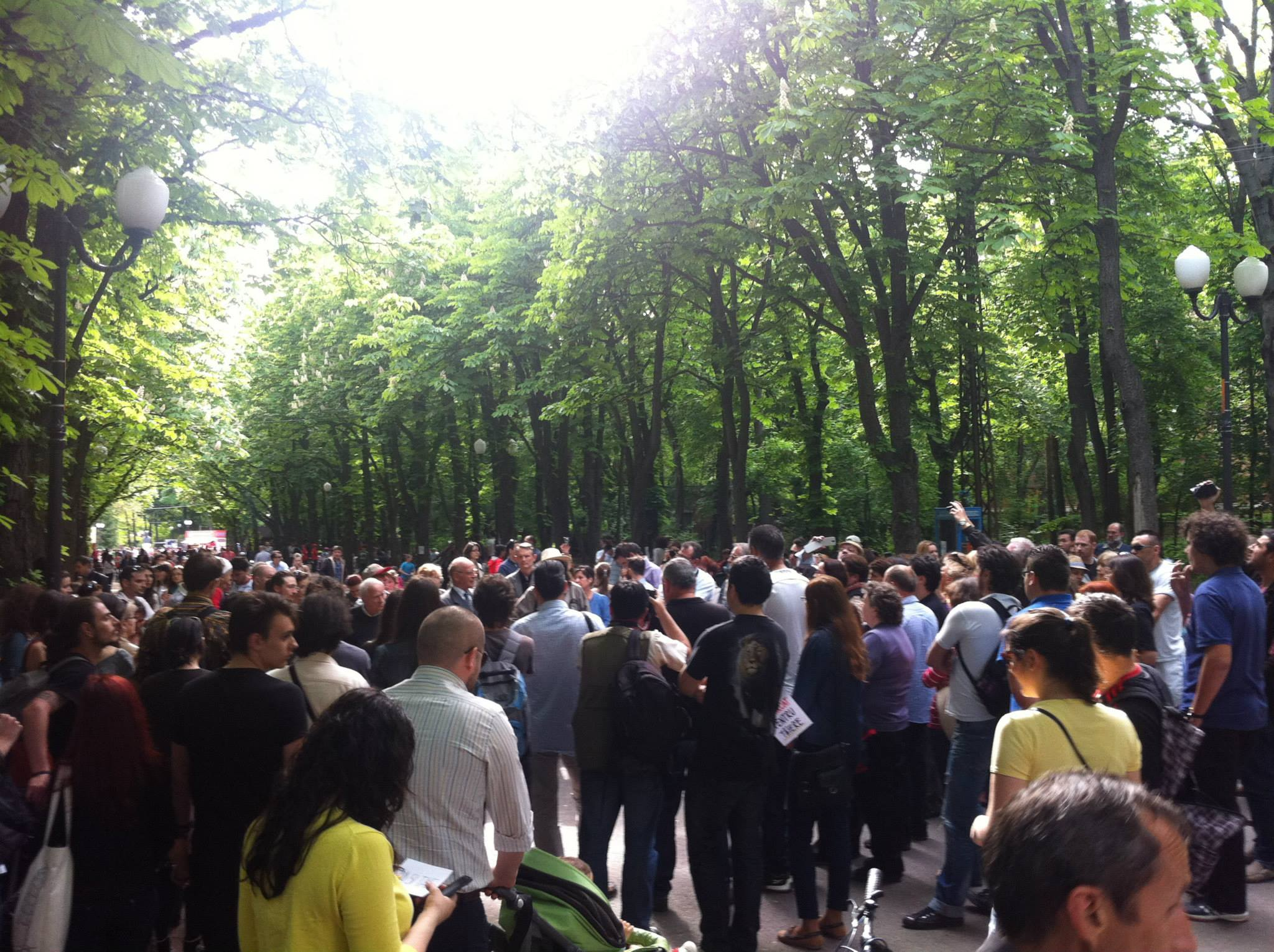
Adunare publică împotriva tăierii arborilor din Parcul Expoziției (11 mai 2014)

În primăvara anului 2014 administrația locală a orașului, condusă de primarul Gheorghe Nichita, a dispus marcarea silvică a peste 300 de arbori din Parcul Expoziției, determinând proteste din partea societății civile. La 11 mai 2014, botanistul și profesorul universitar Mandache Leocov a explicat, în cadrul unui protest public, cum Parcul Expoziției a fost amenajat în secolul al XIX-lea și a rezistat comunismului, dar că nu înțelege de ce acum, „când protejarea mediului este foarte importantă, copacii sunt tăiați cu sutele”.
Acțiunea de protest a fost una de succes, stopând tăierea arborilor și declanșând o anchetă penală în acest caz.
Un raport dendrologic independent a confirmat ulterior declarațiile profesorului Leocov și anume că majoritatea arborilor marcați nu prezintă un pericol public și nu ar trebui tăiați. 

## Fotogalerie

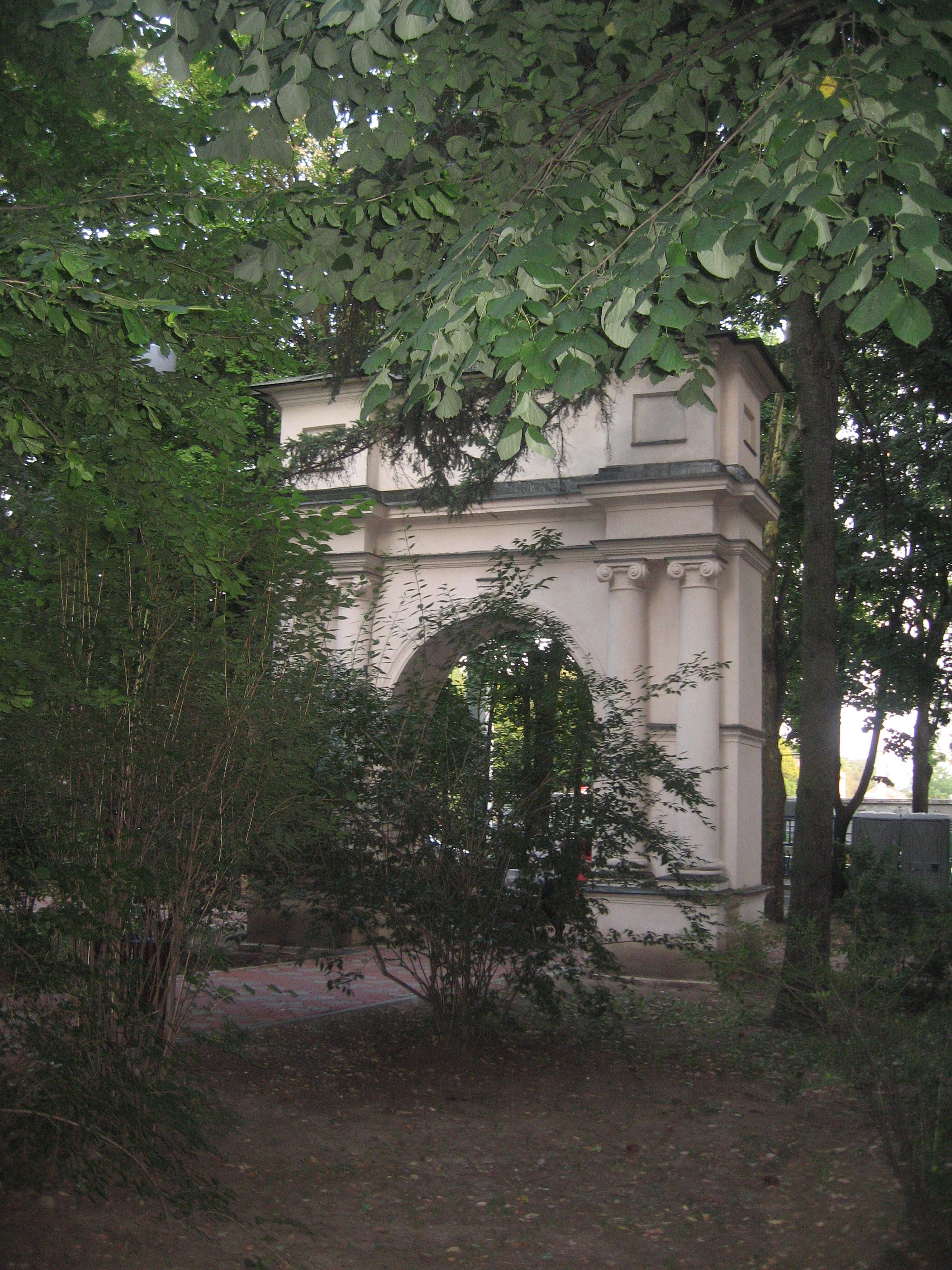
Arcul Academiei Mihăilene privit din parc
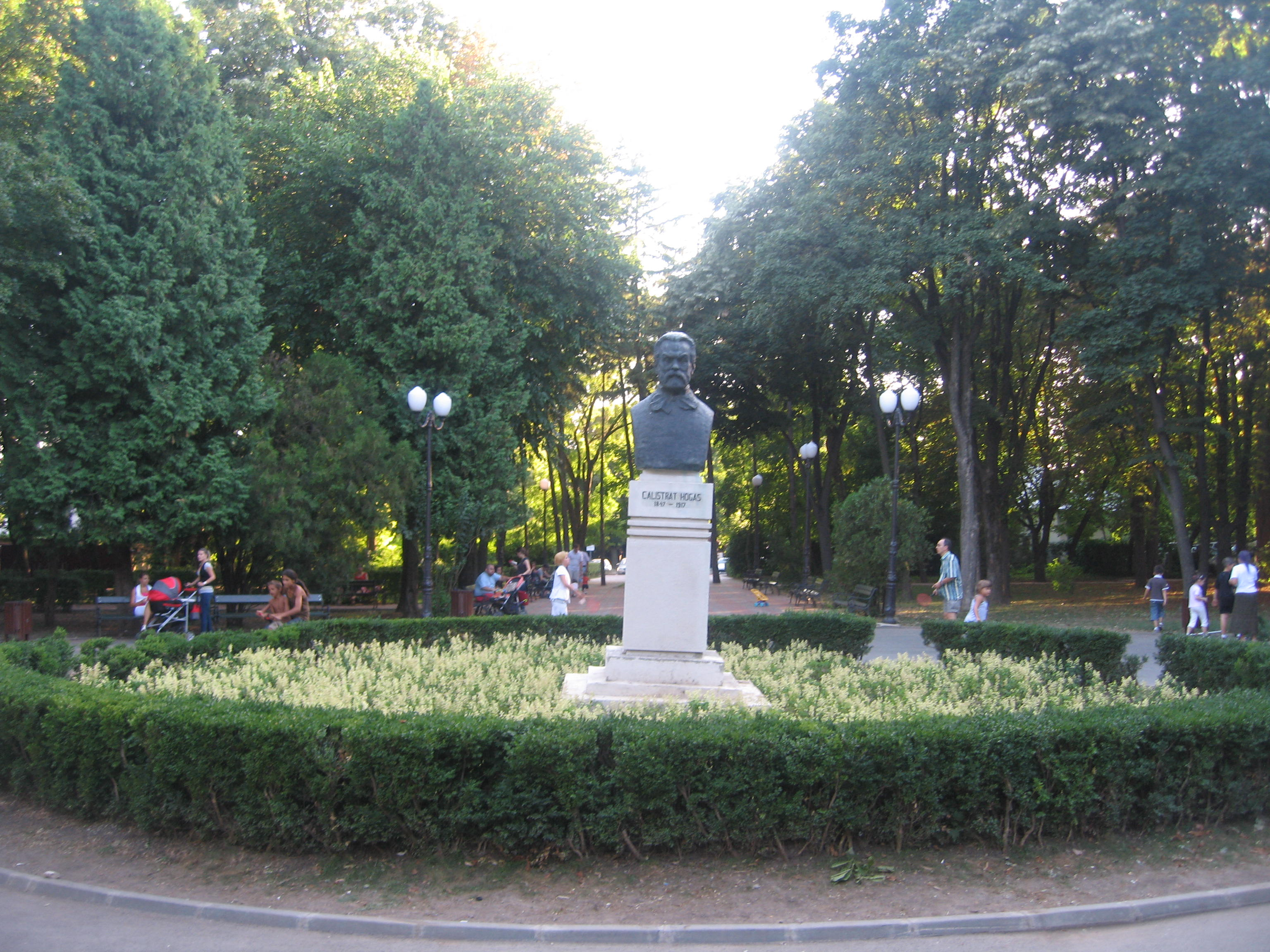
Bustul lui Calistrat Hogaş
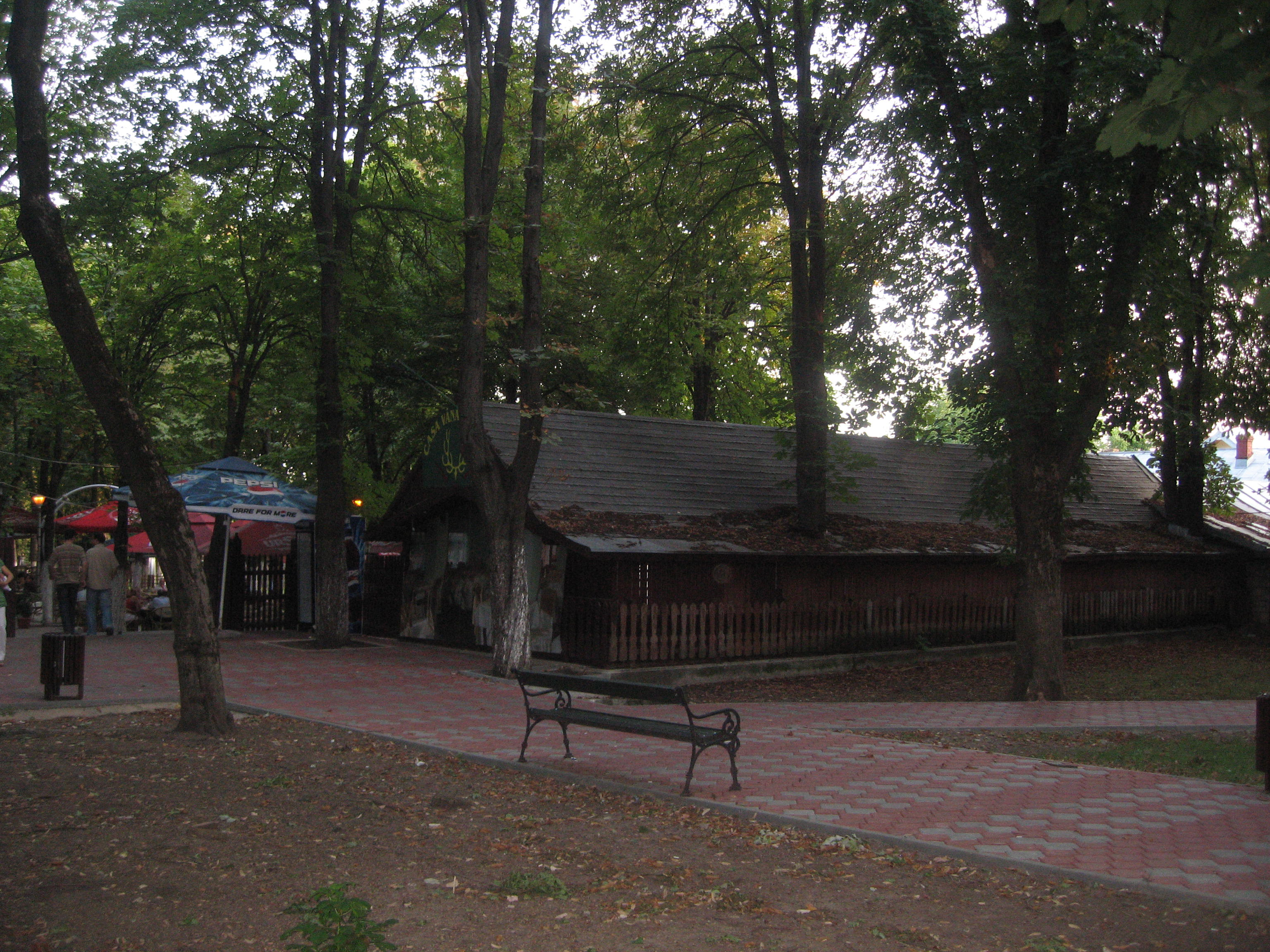
Casa Vânătorului, care imită Hanul Ancuţei
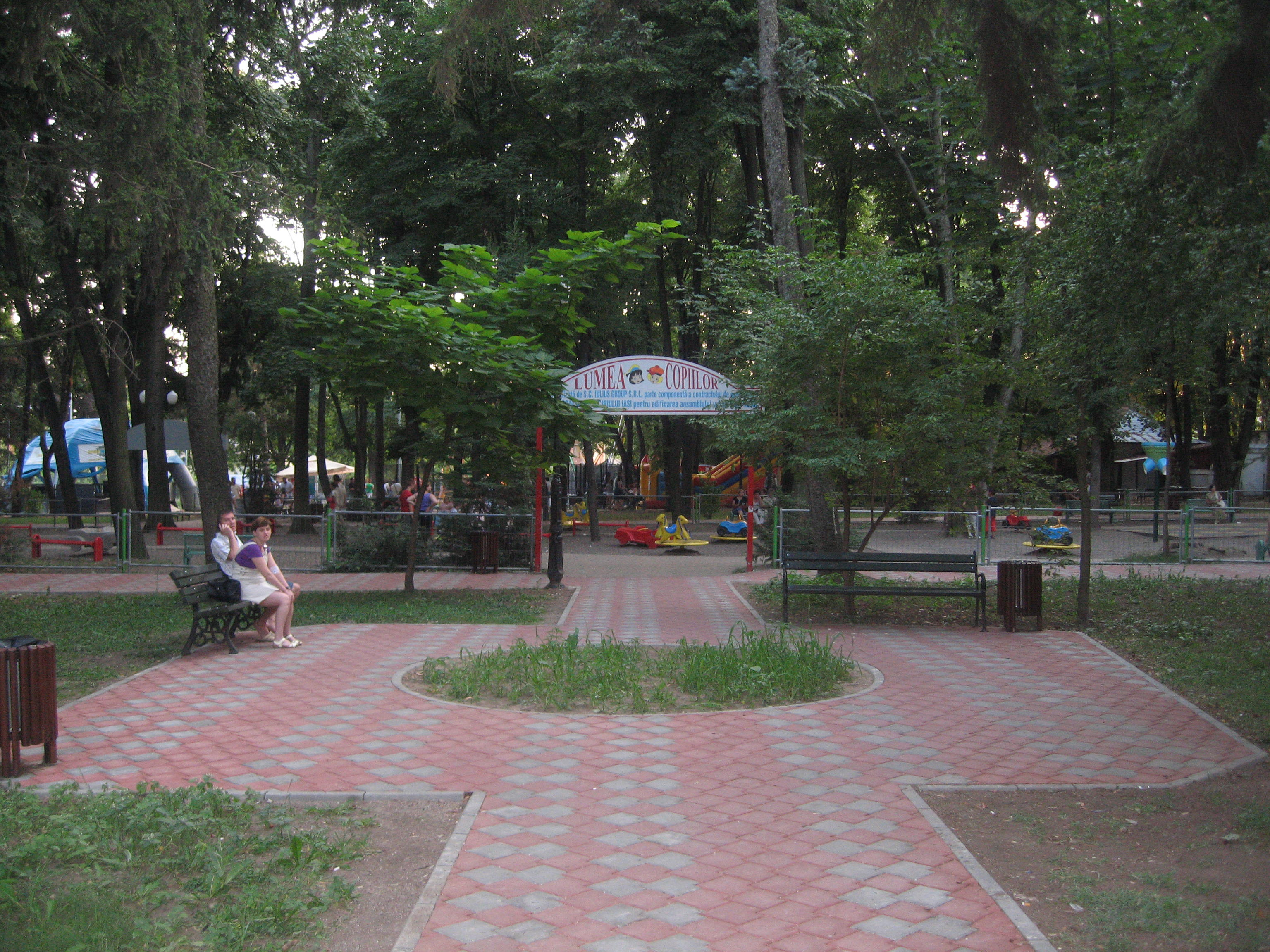
Parcul de joacă Lumea copiilor